# Detenc
Detenc - Desenvolvimento de Tecnologia Ltda. war ein brasilianischer Hersteller von Automobilen.

## Unternehmensgeschichte
Das Unternehmen wurde 1979 in São Paulo gegründet. Das erste Fahrzeug wurde 1981 auf einer Automobilausstellung präsentiert. Der Markenname lautete Ocellote. Es ist nicht bekannt, wann die Produktion endete. Nur wenige Fahrzeuge entstanden.

## Fahrzeuge
Das einzige Modell war die Nachbildung eines Jaguar E-Type als Cabriolet. Auf ein Fahrgestell aus Stahl wurde eine Karosserie aus Fiberglas montiert. Ein Sechszylindermotor vom Chevrolet Opala mit 4000 cm³ Hubraum und 171 PS Leistung trieb die Fahrzeuge an. Die luxuriöse Innenausstattung umfasste Klimaanlage, Ledersitze und elektrische Fensterheber.
Eine Ausführung als Kombicoupé war ebenfalls geplant, wurde aber offensichtlich nicht durchgeführt.